# Charlie Gillespie
Charlie Gillespie (Dieppe, 26 agosto 1998) è un attore, cantante e chitarrista canadese conosciuto principalmente per aver interpretato il ruolo di Luke Patterson in Julie and the Phantoms..
Tra le altre serie e film da lui interpretati vanno ricordati Streghe, Degrassi: Next Class, The Rest of Us e Runt.

## Biografia

### Giovinezza
Charles Jeffrey Gillespie è nato il 26 agosto 1998 a Dieppe, Nuovo Brunswick, Canada. Ha tre fratelli maggiori ed una sorella minore, ha gli occhi verdi e i capelli marroni, è alto 1.73, e ha iniziato a suonare in giovane età, poiché sua madre incoraggiava i suoi figli a prendere lezioni di musica.

### Carriera
Nel 2014 Gillespie ha fatto il suo debutto cinematografico nel film La gang des hors-la-loi. Nel 2017 ha esordito come attore televisivo recitando in due episodi della serie televisiva Degrassi: Next Class.
Altri film da lui interpretati sono Speed Kills (2018), The Rest of Us (2019) e Runt (2020). Altre serie da lui interpretato sono invece 2nd Generation e Streghe. Nel 2019 è stato scelto per interpretare il ruolo di Luke Patterson nella serie musical di Netflix Julie and the Phantoms.

## Filmografia

### Cinema
- La gang des hors-la-loi, regia di Jean Beaudry (2014)
- Speed Kills, regia di Jodi Scurfield (2018)
- The Rest of Us, regia di Aisling Chin-Yee (2019)
- Runt, regia di William Coakley (2020)
- Totally Killer, regia di Nahnatchka Khan (2023)
- Suze, regia di Dane Clark e Linsey Stewart (2023)

### Televisione
- Degrassi: Next Class – serie TV, 2 episodi (2017)
- The Next Step – serie TV, 1 episodio (2017)
- 2nd Generation – serie TV, 6 episodi (2018)
- Streghe (Charmed) – serie TV, 2 episodi (2018)
- I Am the Night – serie TV, 1 episodio (2019)
- Conséquences, regia di Lyne Charlebois ed Emmanuelle Landry – miniserie TV (2019)
- Julie and the Phantoms – serie TV, 9 episodi (2020- in corso)

### Video musicali
- Naomi Sequeira: Pastries, regia di Naomi Sequeira - cortometraggio (2018) Uscito in home video
- Madison Park: better w/o you, regia di Jordan Tortorello ed Ashley Wendt - cortometraggio (2019) Uscito in home video
- Chevel Shepherd: Good Boy, regia di David Dibble - cortometraggio (2021) Uscito in home video

## Discografia

### Albums
| Titolo                                                         | Dettagli dell'album                                                                                                  | Posizioni massime in classifica | Posizioni massime in classifica | Posizioni massime in classifica | Posizioni massime in classifica | Posizioni massime in classifica |
| Titolo                                                         | Dettagli dell'album                                                                                                  | US Soundtracks                  | US                              | UK Soundtracks                  | Australian Albums               | NZ Albums                       |
| -------------------------------------------------------------- | --- | ------------------------------- | ------------------------------- | ------------------------------- | ------------------------------- | ------------------------------- |
| Julie and the Phantoms: Music from the Netflix Original Series | - Data di uscita: 10 settembre 2020 - Etichetta: Maisie Music Publishing - Formato: CD, download digitale, streaming | 4                               | 163                             | 13                              | 35                              | 36                              |

## Riconoscimenti
- 2017 – Joey Awards[4]
  - Nomination Miglior attore per 2nd Generation
  - Nomination Miglior cast per 2nd Generation (con Ticoon Kim, Hailey Kittle, Tristan Mathews, Eshaan Buadwal, Sophi Knight, Sofie Holland, Oscar Bernard, Adam Murciano e Maxwell Uretsky)